# Кирсанов (станция)
Кирса́нов — железнодорожная станция 4 класса Юго-Восточной железной дороги на линии Тамбов — Ртищево (линия неэлектрифицирована), расположена в городе Кирсанове Тамбовской области, в 95 км от станции Тамбов. Через станцию осуществляются пассажирские перевозки на Москву, Волгоград, Саратов, Санкт-Петербург, Балашов, Балаково, Астрахань, Махачкалу. Производятся пригородние пассажирские перевозки на Тамбов, Ртищево, Тамалу, Тоновку.

## История
Открыта в 1870 году как станция Тамбово-Саратовской железной дороги, когда первый поезд прошёл по линии Козлов — Умёт, а в 1871 году — по линии Козлов — Саратов. Открытие железнодорожного движения имело огромное значение для развития экономики города.

## Поезда дальнего следования
По состоянию на июл 2021 года через станцию курсируют следующие поезда дальнего следования:
| № поезда    | Маршрут движения            | № поезда     | Маршрут движения            |
| ----------- | --------------------------- | ------------ | --------------------------- |
| 5 «Лотос»   | Астрахань — Москва          | 6 «Лотос»    | Москва — Астрахань          |
| 9 «Саратов» | Саратов — Москва            | 10 «Саратов» | Москва — Саратов            |
| 47          | Балаково — Москва           | 48           | Москва — Балаково           |
| 85          | Махачкала — Москва          | 86           | Москва — Махачкала          |
| 109         | Астрахань — Санкт-Петербург | 110          | Санкт-Петербург — Астрахань |
| 123         | Новосибирск — Белгород      | 124          | Белгород — Новосибирск      |
| 133         | Дербент — Москва            | 134          | Москва — Дербент            |
| 135         | Саратов — Москва            | 136          | Москва — Саратов            |

### Сезонное движение поездов[6]
| № поезда | Маршрут движения   | № поезда | Маршрут движения   |
| -------- | ------------------ | -------- | ------------------ |
| 207      | Саратов — Москва   | 208      | Москва — Саратов   |
| 209      | Саратов — Москва   | 210      | Москва — Саратов   |
| 219      | Астрахань — Москва | 256      | Москва — Астрахань |
| 263      | Саратов — Москва   | 266      | Москва — Саратов   |
| 265      | Балаково — Москва  | 564      | Москва — Балаково  |
| 275      | Волгоград — Москва | 276      | Москва — Волгоград |
| 579      | Волгоград — Москва | 580      | Москва — Волгоград |
| 543      | Балашов — Москва   | 543      | Москва — Балашов   |
| 581      | Балашов — Москва   | 582      | Москва — Балашов   |

## Галерея
| Внешние изображения        | Внешние изображения                       |
| -------------------------- | ----------------------------------------- |
| Станция Кирсанов. 2006 год |                                           |
|                            | Станция Кирсанов на сайте www.parovoz.com |

| Внешние изображения               | Внешние изображения                       |
| --------------------------------- | ----------------------------------------- |
| Вокзал станции Кирсанов. 2005 год |                                           |
|                                   | Станция Кирсанов на сайте www.parovoz.com |

| Внешние изображения        | Внешние изображения                       |
| -------------------------- | ----------------------------------------- |
| Станция Кирсанов. 2005 год |                                           |
|                            | Станция Кирсанов на сайте www.parovoz.com |